# Snowboarding na Zimowej Uniwersjadzie 2023 – Big Air kobiet
Big Air kobiet na Zimowej Uniwersjadzie 2023 odbył się w dniach 19–20 stycznia w Gore Mountain.

## Terminarz
| Data        | Konkurencja  | Godzina rozpoczęcia | Godzina rozpoczęcia |
| Data        | Konkurencja  | UTC-05:00           | CET                 |
| ----------- | ------------ | ------------------- | ------------------- |
| 19 stycznia | Kwalifikacje | 13:35               | 19:35               |
| 20 stycznia | Finał        | 13:35               | 19:35               |

## Wyniki

### Kwalifikacje
| Pozycja | Nr | Zawodnik            | Reprezentacja | Przejazdy | Przejazdy | Najlepszy | Uwagi |
| Pozycja | Nr | Zawodnik            | Reprezentacja | 1         | 2         | Najlepszy | Uwagi |
| ------- | -- | ------------------- | ------------- | --------- | --------- | --------- | ----- |
| 1.      | 2  | Livia Tanno         | Szwajcaria    | 71,25     | 77,50     | 77,50     | Q     |
| 2.      | 1  | Hikari Yoshizawa    | Japonia       | 61,00     | 71,25     | 71,25     | Q     |
| 3.      | 3  | Noémie Equy         | Francja       | 43,00     | 49,50     | 49,50     | Q     |
| 4.      | 5  | Tinkara Tanja Valcl | Słowenia      | 36,75     | 38,50     | 38,50     | Q     |

### Finał
| Pozycja | Nr | Zawodnik            | Reprezentacja | Przejazdy | Przejazdy | Przejazdy | Suma dwóch najlepszych przejazdów |
| Pozycja | Nr | Zawodnik            | Reprezentacja | 1         | 2         | 3         | Suma dwóch najlepszych przejazdów |
| ------- | -- | ------------------- | ------------- | --------- | --------- | --------- | --------------------------------- |
| 01 !    | 2  | Livia Tanno         | Szwajcaria    | 85,00     | 81,75     | 28,75     | 172,50                            |
| 02 !    | 1  | Hikari Yoshizawa    | Japonia       | 78,75     | 73,75     | 23,75     | 152,50                            |
| 03 !    | 3  | Noémie Equy         | Francja       | 72,75     | 63,25     | 55,75     | 136,00                            |
| 4.      | 5  | Tinkara Tanja Valcl | Słowenia      | 43,00     | 20,25     | 67,00     | 110,00                            |